# グレゴリオ風協奏曲
『グレゴリオ風協奏曲』（伊: Concerto gregoriano ）P. 135は、オットリーノ・レスピーギが完成させたヴァイオリンと管弦楽のための協奏曲。邦題は他にも『グレゴリオ風の協奏曲』や『グレゴリオ聖歌風協奏曲』と表記される場合もある。

## 概要
1921年にグレゴリオ聖歌を引用して完成させた作品で、同年2月5日、ローマのアウグステオ楽堂にて、マリオ・コルティのヴァイオリン独奏、モリナーリの指揮により初演された。この曲ではヴァイオリンと管弦楽が合唱長と合唱団の役割を果たしている。

## 楽器編成
独奏ヴァイオリン、フルート2、オーボエ2、イングリッシュホルン、クラリネット2、バスクラリネット、ファゴット2、ホルン4、トランペット2、トロンボーン3、ティンパニ、チェレスタ、ハープ、弦五部。

## 曲の構成
- 第1楽章 アンダンテ・トランクイッロ - アレグロ・モルト・モデラート - テンポ・プリモ - カデンツァ（アタッカ）

弦の教会音階の響きの上で、オーボエが主題を提示する。主部では独奏ヴァイオリンが勇ましい主題を現し、管弦楽がそれに答える。その後、管弦楽のリズムをヴァイオリンが反復し、展開部へと発展する。再現部は独奏ヴァイオリンとクラリネットにより再現され、やがて独奏ヴァイオリンのカデンツァで切れ目なく次楽章になだれ込む。

- 第2楽章 アンダンテ・エスプレッシーヴォ・エ・ソステヌート

11世紀頃のセクエンツィアの1つ、ヴィクティマエ・パスカリ・ラウデス (Victimae Paschali Laudes) 『復活のいけにえに』を元にした独奏ヴァイオリンの響きで開始される。間奏を経て冒頭の旋律が低弦とバスクラリネットで奏される。間もなくオーボエが新たな動機を提示しながら加わり、徐々に盛り上がっていく。

- 第3楽章 フィナーレ（アレルヤ）：アレグロ・エネルジコ

「アレルヤ」の標題がつけられており、ロンドソナタ形式に類似している。曲はホルンの躍動的な主題で開始される。